# العيسوية (سيدي سالم)
قرية العيسوية هي إحدى القرى التابعة لمركز سيدي سالم في محافظة كفر الشيخ في جمهورية مصر العربية. حسب إحصاءات سنة 2006، بلغ إجمالي السكان في العيسوية 2327 نسمة، منهم 1182 رجل و1145 امرأة.